# Virgilita
La virgilita és un mineral de la classe dels silicats. Va ser anomenada en honor de Virgil Everett Barnes (1903-1998), professor de mineralogia, en reconeixement del seus estudis pioners sobre tectites.

## Característiques
La virgilita és un tectosilicat de fórmula química LiAlSi₂O₆. Cristal·litza en el sistema hexagonal. Apareix rarament com a cristalls euèdrics, de fins a 50 μm, mostrant una dipiràmide i un prisma hexagonals; o com a intercreiements fibrosos, irregular en forma de roseta en altres minerals.
Segons la classificació de Nickel-Strunz, la virgilita pertany a «09.FA - Tectosilicats sense H₂O zeolítica, sense anions addicionals no tetraèdrics» juntament amb els següents minerals: kaliofilita, kalsilita, nefelina, panunzita, trikalsilita, yoshiokaïta, megakalsilita, malinkoïta, lisitsynita, adularia, anortoclasa, buddingtonita, celsiana, hialofana, microclina, ortosa, sanidina, rubiclina, monalbita, albita, andesina, anortita, bytownita, labradorita, oligoclasa, reedmergnerita, paracelsiana, svyatoslavita, kumdykolita, slawsonita, lisetita, banalsita, stronalsita, danburita, maleevita, pekovita, lingunita i kokchetavita.

## Formació i jaciments
La virgilita va ser descoberta a Macusani, a la província de Carabaya (Regió de Puno, Perú) en forma d'inclusions en còdols de vidre volcànic peraluminós. Es tracta de l'únic indret on ha estat trobada aquesta espècie mineral.